# アナムネ
株式会社アナムネ（anamne.inc）は、ヘルスケアサービスに関連するスタートアップ企業。
本社は東京都中央区。
主にオンライン病院「Anamne」、オンライン患者会プラットフォーム「clila(クリラ)」を運営・提供している。

## 概要
2014年9月に菅原康之により創設された。社名の由来は医療用語で問診を意味するの「アナムネーゼ」。
菅原は、医師の妻と結婚して「医療に関する不安を家庭内で解決できる」環境の有難さを実感し、自身のIT サービス開発の経験と医師の知見を融合して、自身と同じ環境をすべての人に提供を出来ないかと漠然と考えていた。そんな折、長男出産のタイミングで、妻が常勤勤務医を辞めなければならない状況に置かれ、妻の周りの臨床経験と知識を持つ優秀な女性医師達が、結婚・出産といったライフイベントの影響で、次々と働く機会を失っている現実を見たときに、この医師達の知見を、ITの力を使って、誰もがアクセスできるようにしていければ、「健康不安を抱える人」と「働く機会を失った女性医師達」両方の力になる事が出来ると考え、2014年起業に至った。
2021年12月に、大手ドラッグチェーンのツルハドラッグと連携しオンライン診療による緊急避妊薬の処方を実現する「オンライン緊急避妊外来」をリリース。
2022年2月に、オンライン診療による花粉症薬の処方を実現する「オンライン花粉症外来」をリリース。
同年4月に 富国生命保険相互会社の「女性疾病重症化予防特約(2022)」に付帯サービスとして、アナムネのサービス「オンライン医療相談」が導入され利用者数を伸ばしている。
フリーランスパートナーシップアワード2021のファイナリストに選出されている。

## サービス
アナムネが運営するオンラインヘルスケアプラットフォームは『医療相談』『オンライン診療』『健康管理』がワンストップで利用出来るサービス。24時間365日女性医師が対応しており、病院が開いていない時間帯や休日など、気になった時にいつでも女性が安心して診療/相談をすることが可能。
所属する女性医師は100人を超え、診療科は婦人科・産婦人科・内科・皮膚科・小児科・心療内科など幅広く、オンラインでありながら総合病院の規模感となっている。

## 創業者/CEO
菅原康之（すがわら やすし）
1979年北海道生まれ。2010年8月、大手インターネットマーケティング会社にて、社内新規事業の仕組み作りおよび自身もビジネスオーナーとして社内新規事業の立ち上げ・運営から売却までを経験。
2013年1月よりコーポレートベンチャーキャピタル(CVC)事業を担当し、投資先の取締役・オブザーバーとして担当企業の事業開発、マーケティング、資金調達を支援。2015年3月、ベンチャーキャピタル子会社の設立より参画。パートナーに就任
。
2014年9月、株式会社アナムネを創業。慶應義塾経営大学院経営管理研究科卒業（MBA）

## 株主/出資者
DEFTA HEALTHCARE TECHNOLOGIES, L.P.

## 沿革
- 2014年9月 - 設立
- 2018年7月 - ソフトフロントジャパンと提携しクラウドテレフォニーシステム「telmee（テルミー）」を活用した「ハイブリッド型オンライン医療相談サービス」を開始
- 2018年8 月 - 医療情報に特化した検索サービスclila（クリラ）の提供を開始
- 2019年4月 - 法人向けオンライン保健室サービス「アナムネ(anamne) for business」の提供を開始
- 2019年7月 - IT導入補助金2019のIT導入支援事業者として認定
- 2020年5月 - 「オンラインクリニックプラットフォーム」の提供開始
- 2020年7月 - 「オンライン漢方相談」を提供開始
- 2020年10月 - シャープとのデータ連携による実証実験を開始
- 2020年11月 - 静岡県袋井市の職員向けオンライン医療相談を開始。
- 2020年12月 - 宮城県丸森町の職員向けオンライン医療相談を開始。
- 2021年1月 - ウエルシア薬局を含む全国の薬局1647店舗と連携開始
- 2021年6月 - 九州エリアで大賀薬局97店舗と追加連携開始
- 2021年7月 - 新生堂薬局の全国86店舗と追加連携開始
- 2021年9月 - コスモス薬局と追加連携開始
- 2021年10月 - コクミン薬局と追加連携開始
- 2021年10月 - キリン堂と追加連携開始
- 2021年10月 - 認定NPO法人ピンクリボンうつのみやおよびHIROTSUバイオサイエンス「N-NOSE」とサービス連携をスタート
- 2021年12月 - ツルハ薬局と連携しオンライン診療による緊急避妊薬の処方を実現する「オンライン緊急避妊外来」をリリース
- 2022年2月 - オンライン診療による花粉症薬の処方を実現する「オンライン花粉症外来」をリリース
- 2022年2月 - 国内初となる疾患別コミュニティ「オンライン患者会プラットフォーム」 β版を世界希少・難治性疾患の日に合わせてリリース
- 2022年4月 - 富国生命保険相互会社の「女性疾病重症化予防特約(2022)」に付帯サービスとして、アナムネの「オンライン医療相談サービス」が導入

## メディア掲載
- 2017年10月31日 - 日刊工業新聞　アナムネ、医療相談付き血液検査　オンラインで提供
- 2017年11月28日 - 日刊工業新聞　経営ひと言／アナムネ・菅原康之社長「起業して充実感」
- 2018年8月2日 - 日本経済新聞　アナムネ、医療情報の検索サイト
- 2018年9月 - FUNDINNO　「アナムネ」の菅原康之氏の今後の展望 ー医療版Googleローンチー
- 2018年10月19日 -日本経済新聞　アナムネ、病気リスク一目で　血液検査に機能追加
- 2019年8月 - ウゴイテワカル研究所　マーケットフィットを生み出す「5%の隙間」と「ずらし」の勘：菅原康之さん
- 2020年2月6日 - 日本経済新聞　オプト出身の菅原氏、高齢化問題がテーマのVC設立
- 2020年5月22日 - 日本経済新聞　オンライン診療、LINEに続け 新興勢が参入
- 2021年2月 - KEIEISHA TERRACE　病気を治す病院から、健康を維持する病院へ。「かかりつけ医」は、将来すべてオンラインになる。
- 2021年10月8日 - 日本経済新聞　オンライン医療相談、早く安く　新興がスマホで手軽に
- 2021年10月20日 - フリーランス協会公式note　社長以外全員フリーランスの8年目ヘルステックベンチャー。プロを支えるプロを投入して成長加速 ～ 株式会社アナムネ
- 2022年4月12日 - 創業手帳　株式会社アナムネ　菅原康之｜「オンライン病院」の開発・運営の事業展開で注目の企業
- 2022年7月8日 - 日経ビジネス「１分間でわかる起業家たちのリンカク」　アナムネ菅原氏／好きな映画は「坂の上の雲」
- 2022年5月15日 - 日本経済新聞　生保、付帯サービスを活用　医療相談やグルメ優待
- 2022年10月24日 - オンラインクリニック黎明期をリードする、医療相談・診療の総合プラットフォーム「おうち病院」株式会社アナムネ 菅原康之【起業インタビュー201回目】
- 2023年1月5日 - 女性セブン（1/5･12合併号）
- 2023年2月17日 - フジテレビめざましテレビ